# Euphorbia cattimandoo
Euphorbia cattimandoo ist eine Pflanzenart aus der Gattung Wolfsmilch (Euphorbia) in der Familie der Wolfsmilchgewächse (Euphorbiaceae).

## Beschreibung
Die sukkulente Euphorbia cattimandoo bildet reich verzweigte Bäume bis 4,5 Meter Höhe und einer runden Krone aus. Der Stamm wird bis 1 Meter lang. Die deutlich fünfkantigen Zweige besitzen an den Kanten hervortretende buchtige Zähne. Es werden etwa 5 Millimeter lange Dornen ausgebildet. Die verkehrt eiförmigen Blätter werden etwa 3 Zentimeter lang und 1,5 Zentimeter breit. Sie sind sitzend und kurzlebig.
Der Blütenstand besteht aus ein- bis zweifach gegabelten Cymen, die an etwa 5 Millimeter langen Stielen stehen. Die elliptischen Nektardrüsen stoßen aneinander. Die deutlich gelappte Frucht steht an einem weit herausragenden und zurückgebogenen Stiel. Über die Samen ist nichts bekannt.

## Verbreitung und Systematik
Euphorbia cattimandoo ist in den Küstengebieten im Osten von Indien verbreitet.

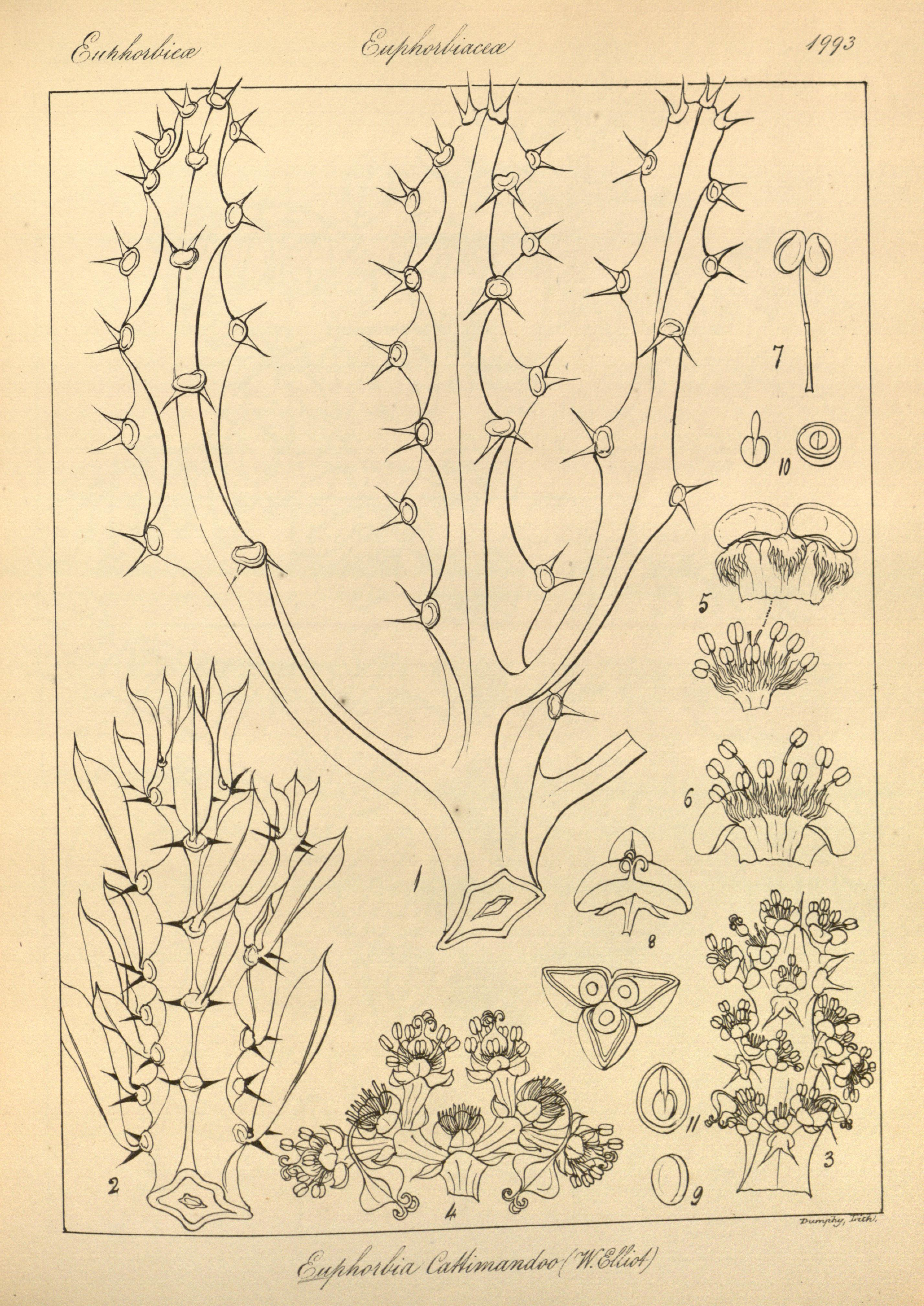
Illustration aus der Erstbeschreibung von 1853

Die Erstbeschreibung der Art erfolgte 1853 durch Walter Elliot.